# Kembar (vulkaan)
Kembar (Indonesisch voor 'tweeling') is een schildvulkaan van 2245 meter hoog op het eiland Sumatra in Indonesië. Het vulkanische complex bevindt zich op de kruising van twee geologische breuksystemen en bevat een fumaroleveld, Gayolesten genaamd.

## Ring van vuur
De 2245 meter hoge vulkaan stoot gloeiend hete gassen en vulkanische as de lucht in. Het is een van de 130 actieve vulkanen van Indonesië. Er zijn er zoveel omdat deze eilanden allemaal op de Pacifische Ring van Vuur liggen. Dit is de zone waar wel vaker aardbevingen, vulkaanuitbarstingen en tsunami's voorkomen.